# Rue des Nonnains-d'Hyères
Pour les articles homonymes, voir Hyères (homonymie).

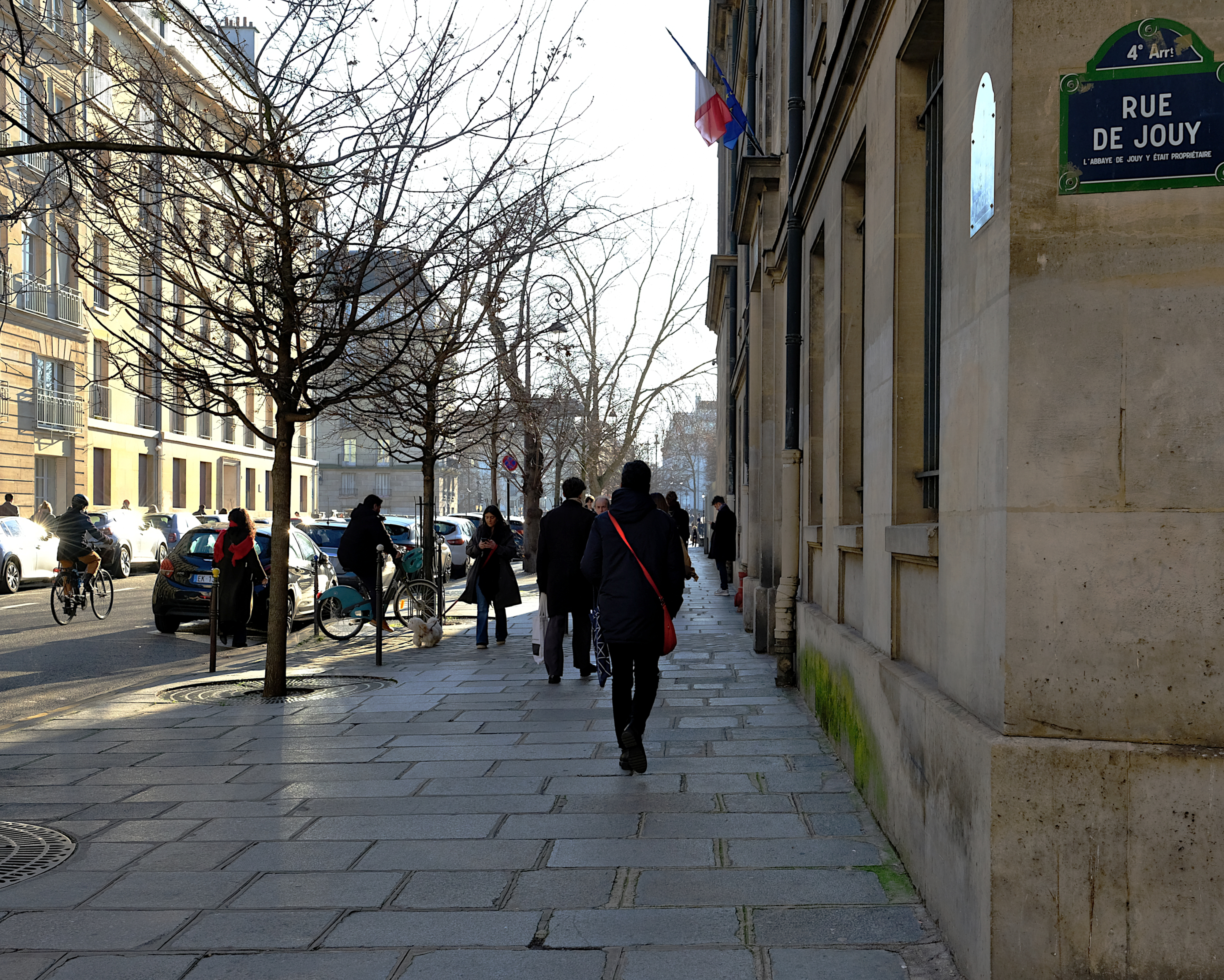
La rue des Nonnains-d'Hyères vue depuis la rue de Jouy.

La rue des Nonnains-d'Hyères est une voie  du 4e arrondissement de Paris, dans le quartier Saint-Gervais qui est lui-même dans le Marais.

## Situation et accès
La rue des Nonnains-d'Hyères d'une longueur de 139 mètres est située dans le 4e arrondissement, quartier Saint-Gervais, et commence au 31, quai de l'Hôtel-de-Ville et au 46, quai des Célestins et finit au 1, rue de Jouy et au 25, rue Charlemagne.
Les stations de métro les plus proches sont celles d'Hôtel de Ville (lignes 1 et 11), de Saint-Paul (ligne 1) et de Pont Marie (ligne 7).
La station Vélib' la plus proche est la no 4016.

## Origine du nom
Elle est ainsi nommée parce que les religieuses (une « nonnain » désigne une nonne) de l'abbaye Notre-Dame d'Yerres avaient acheté dans cette rue une maison dite « maison de la Pie ».

## Historique
En 1182, Ève, abbesse de l'abbaye Notre-Dame d'Yerres, acheta en cet endroit une maison dite « maison de la Pie », à Richard Villain moyennant 25 livres et 50 sous de cens annuel, pour servir de résidence aux religieuses, en remplacement d'une autre qui était située près du Châtelet et qui avait été vendue au roi de France. Cette propriété aurait été au numéro 14 de la rue.
Cette rue prit alors le nom de ces religieuses : « rue des Nonnaindières ».
Elle est citée dans Le Dit des rues de Paris, de Guillot de Paris, sous le nom de « rue à Nonnains D'Iere ».
Elle est citée sous le nom de « rue des Nonains d'Yerre » dans un manuscrit de 1636.
Étant originellement un chemin n’accédant depuis les quais qu’à la rue de Jouy sans la dépasser, elle fut prolongée par le prévôt des marchands, Henri de Fourcy, en vertu d'un arrêt du conseil en date du 16 décembre 1684. Il prolongea le cul-de-sac « Sans-Chief » (partant de la rue Saint-Antoine), jusqu’à la rue des Nonnains-d’Hyères, pour relier la grande artère de la rive droite, la rue Saint-Antoine, à l’île Saint-Louis, en passant par le pont Marie. La rue des Nonnains-d’Hyères se retrouva donc ouverte, et son prolongement vers la rue Saint-Antoine fut nommé la rue de Fourcy.
Le 16 mai 1750, un officier de police conduisit au poste un enfant de la rue des Nonnains-d'Hyères qui s’était rendu coupable de quelques incartades sans importance. La mère, éplorée, ameuta tout le quartier et rapidement la rumeur courut que Louis XV faisait enlever les enfants âgés de 5 à 10 ans afin qu’ils soient sacrifiés, et que leur sang était utilisé pour les bains du roi et de ses courtisans, si bien que l’émeute prit de l’ampleur, en particulier dans le faubourg Saint-Antoine où des agents de police furent pris à partie.
Les 22 et 23 mai, l’agitation se propage dans les quartiers de la porte Saint-Denis, butte Saint-Roch, carrefour de la Croix-Rouge… Environ 2 000 personnes se portent sur la route de Versailles pour attendre le retour du lieutenant général de police Nicolas Berryer, allé prendre des ordres. Ils se heurtent à la troupe et au guet royal qui les dispersent.
Ayant pris connaissance de cette émeute et de sa dégénération, Louis XV décide, en représailles, de priver les Parisiens de sa présence. Il fait construire, pour se rendre de Versailles à Saint-Denis et Compiègne, une route évitant Paris, connue sous le nom de « route de la Révolte ».

Enseigne du rémouleur
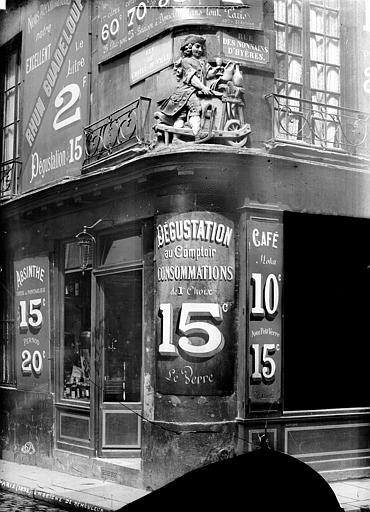
Enseigne du rémouleur vers 1892 (photographie de Paul Robert).
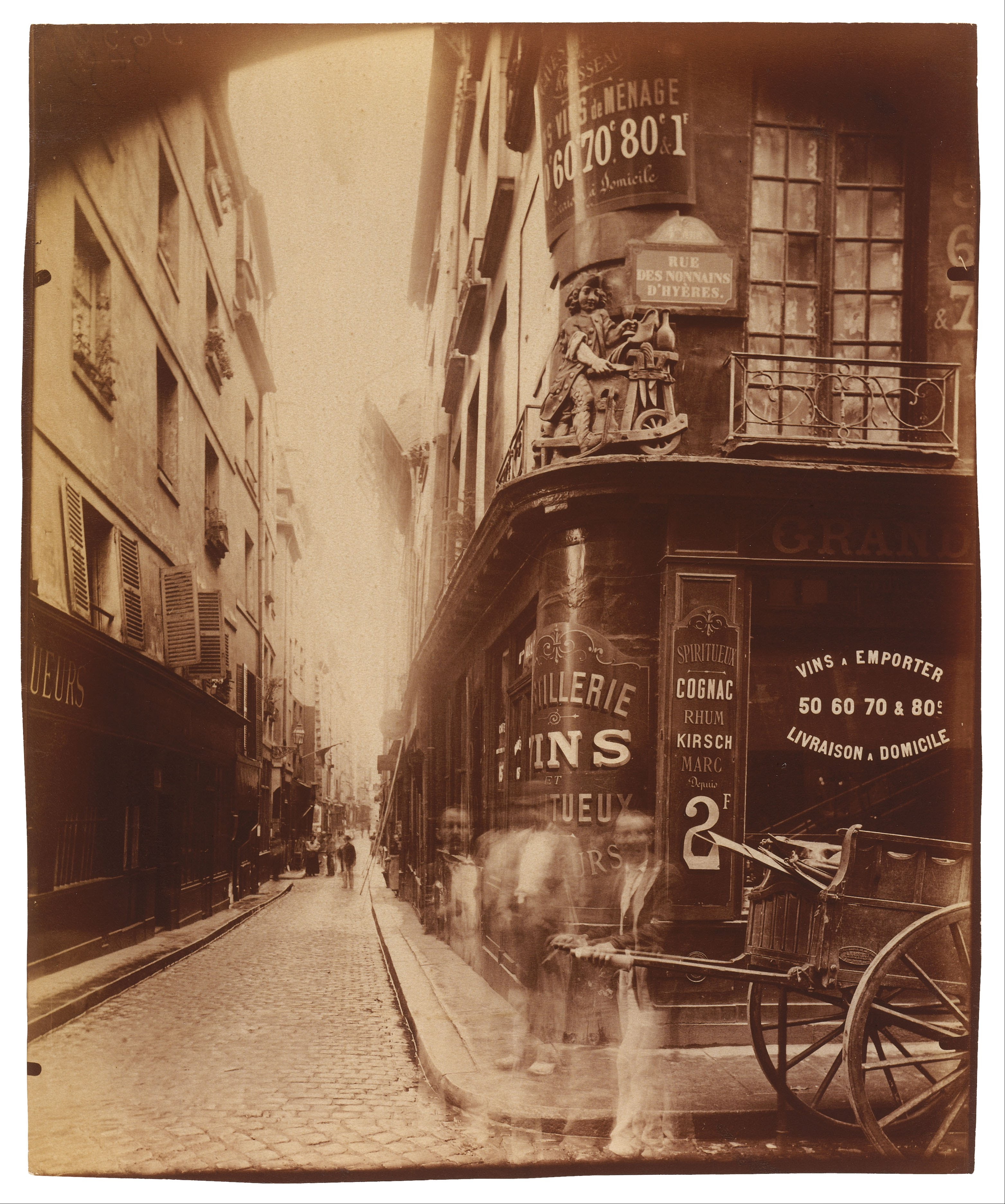
Rue des Nonnains d'Hyères, photographie d'Eugène Atget (1900). Angle des rues de Jouy et des Nonnains-d'Hyères. Le bas-relief d'angle existe toujours.
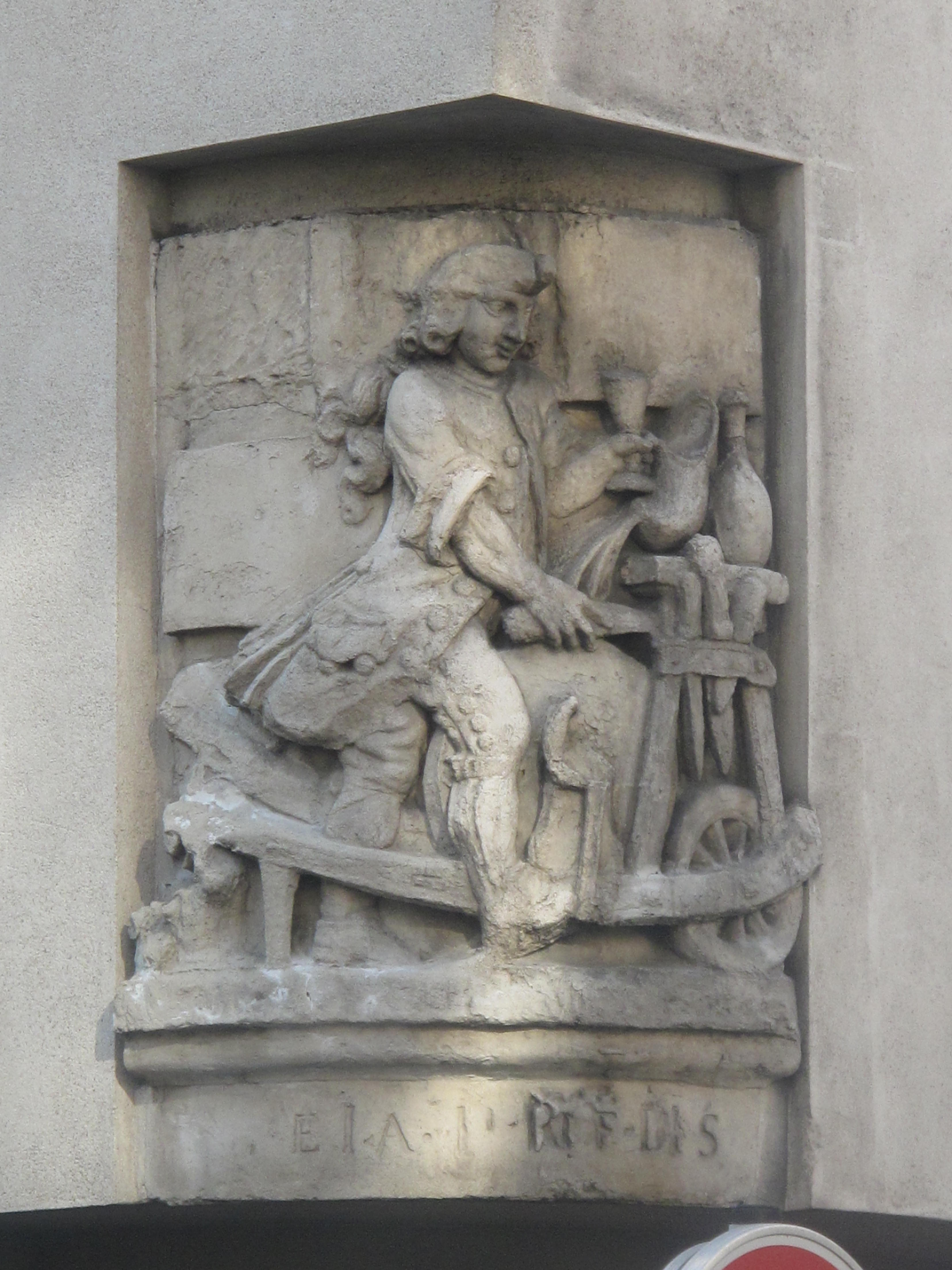
Enseigne en 2010.

Rue vers 1981
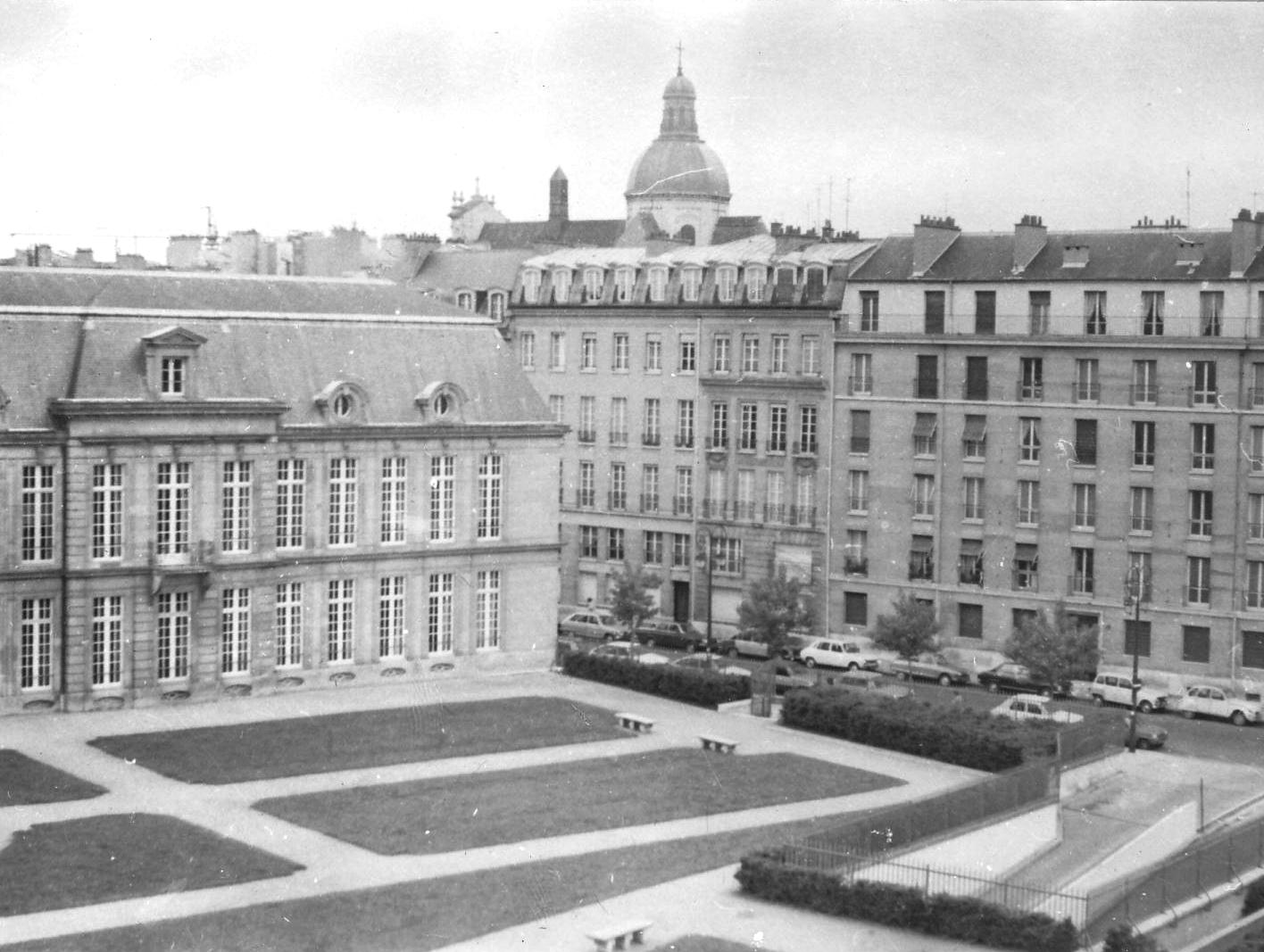
La rue des Nonnains-d'Hyères et l'hôtel d'Aumont en 1981.

Au XIXe siècle, cette rue, alors orthographiée « rue des Nonnaindières », d'une longueur de 139 mètres, qui était située dans l'ancien 9e arrondissement, commençait aux 24-26, quai des Ormes et finissait au 1, rue de Jouy et au 23, rue des Prêtres-Saint-Paul. Les numéros impairs étaient dans le quartier de l'Hôtel-de-Ville et les numéros pairs étaient dans le quartier de l'Arsenal.
Les numéros de la rue étaient noirs. Le dernier numéro impair était leet le dernier numéro pair était le no 36.
Le 25 mars 1918, durant la première Guerre mondiale, un obus lancé par la Grosse Bertha explose au no 19.
Dans le cadre de la rénovation de l'Îlot insalubre n° 16, la rue est élargie à 18 mètres et les  maisons qui la bordaient sont démolies dans les années 1940, à l'exception de celles du no 12 et du no 14  à l'angle de la rue Charlemagne qui dataient du XVIIIe siècle. Les bâtiments qui bordent ces anciens édifices sont des « immeubles d'accompagnement » de même proportion construits dans les années 1950. Un jardin public est aménagé dans les années 1960 à l'emplacement des anciennes maisons des numéros impairs.

## Bâtiments remarquables et lieux de mémoire

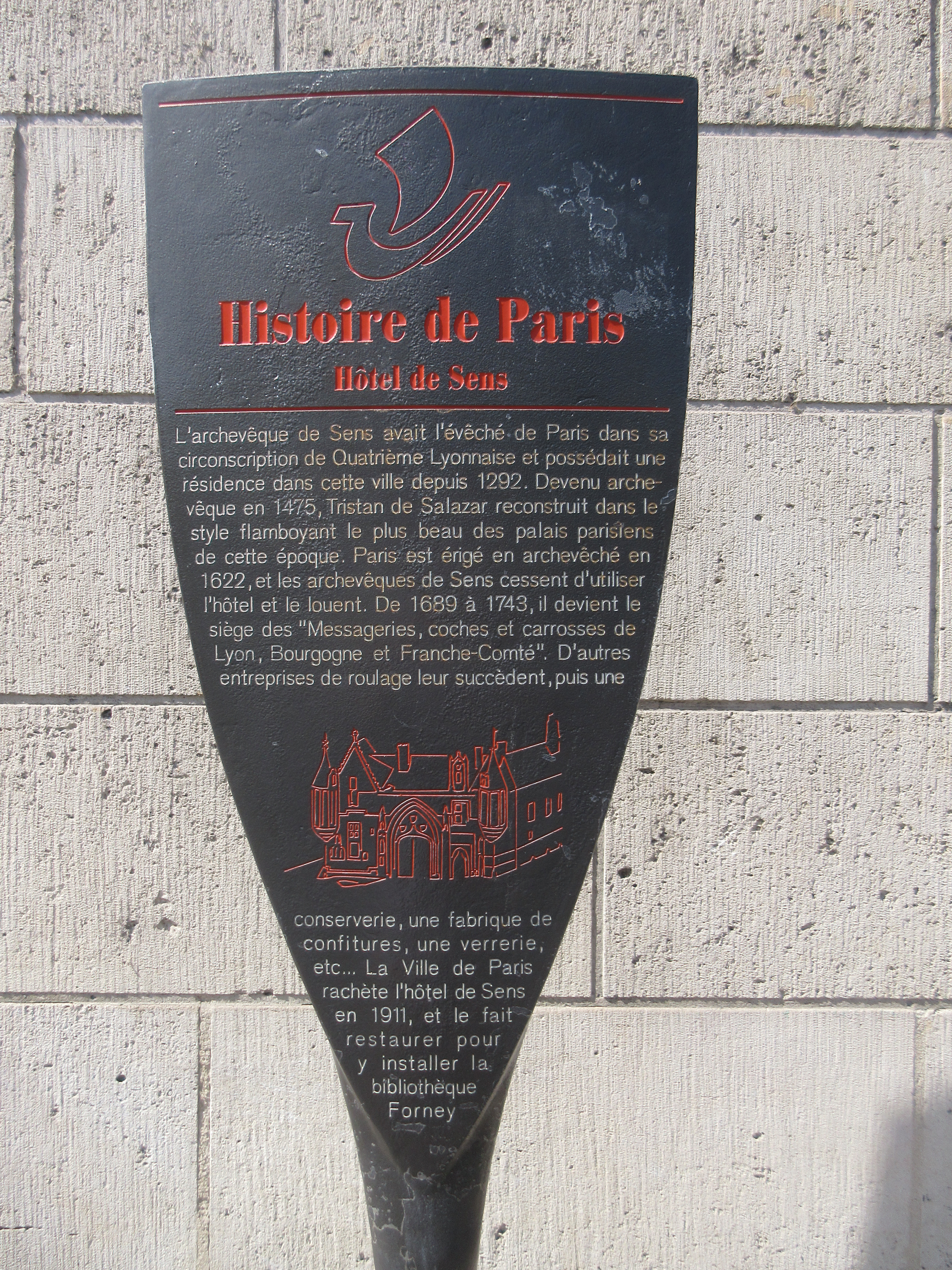
Panneau Histoire de Paris
« Hôtel de Sens »

- Ancien No 5. À l'angle de la rue des Nonnains-d’Hyères et de la rue de l’Hôtel-de-ville, actuellement square Albert-Schweitzer, une maison datant de 1761 est démolie à la fin des années 1960 pour élargir la rue et agrandir le square. Cette maison était ornée de l'enseigne du rémouleur ou du « Gagne-Petit », dont une copie est remontée à l’angle des rues de Fourcy et de Jouy. L’enseigne originale de 1761 conservée au musée Carnavalet représente un rémouleur à l’ouvrage, en train d’aiguiser un couteau, un verre de vin à la main.
- Le jardin de l'hôtel de Sens (jardin à la française), à l'angle de la rue de l'Hôtel-de-Ville, donne sur la façade arrière de l'hôtel de Sens dont l'entrée est située rue du Figuier. Ce jardin ouvert au public a été réalisé à l'emplacement d'immeubles démolis dans les années 1940 au cours de l'opération d'assainissement de l'îlot insalubre n° 16.
- No 12 : Maison du marchand de vin Arnaud Dupont construite en 1761 par l'architecte Pierre Thunot,restaurée en 1948. Cette maison est entourée d'immeubles d'accompagnement de dimensions identiques et revêtues de pierres de taille, édifiées sous la coordination de l'architecte Robert Danis à la place de bâtiments démolis dans les années 1940[5].
- No 11-13  (angle nord-ouest de la rue) et son jardin (côté ouest de la rue) : Hôtel d'Aumont (tribunal administratif de Paris). En 1650, sous la commande de Michel-Antoine Scaron, prévôt d’Henri IV, l’entrepreneur Michel Villedo achève, avec l’aide des architectes M. Mansart et M. Le Vau. Cet hôtel acquis par la Ville de Paris en 1936 est réhabilité dans les années 1950 par les architectes Michel Roux-Spitz, Paul Tournon et Jean-Pierre Jouve et racheté par le tribunal administratif de Paris en 1956. Quatre étages de bureaux qui donnent sur la rue des Nonnains-d’Hyères sont alors construits. L’entrée est aujourd’hui au 7, rue de Jouy. Un grand jardin s’étend du tribunal administratif jusqu’à la Seine dont la partie ouverte au public aménagée à l'emplacement de maisons démolies dans les années 1930 et 1940 est le square Albert-Schweitzer.
- No 14 à l'angle du n° 25 de la rue Charlemagne : emplacement de l'immeuble nommé « maison de la Pie » au XVIIIe siècle qui appartenait aux religieuses bénédictines de l'abbaye Notre-Dame d’Yerres depuis 1182. La maison nommée « Château-Frileux », propriété en 1417 du bourgeois Lorens de Rolempont est reconstruite en 1755 par l'architecte Pierre-Henri de Saint-Martin et l'entrepreneur Barthélémy Bourdet. Sa façade est restaurée en 1951 par l'architecte Birr dans le cadre de l'aménagement de l'îlot insalubre n° 16[6].